# 報徳二宮神社 (日光市)
報徳二宮神社（ほうとくにのみやじんじゃ）は、栃木県日光市にある神社である。ご祭神は二宮尊徳、配祭神として尊徳嫡子の二宮尊行（にのみやそんこう）、尊徳高弟の冨田高慶（とみたこうけい）。旧社格は県社。

## 歴史
江戸時代の偉人の二宮尊徳は日光御神領の農村復興を手がける途中、現在の日光市の報徳役所にて逝去した。その後明治時代になり、尊徳の終焉の地である由緒を持つ今市に神社が創建された。